# Tatjana Wassiljewna Doronina

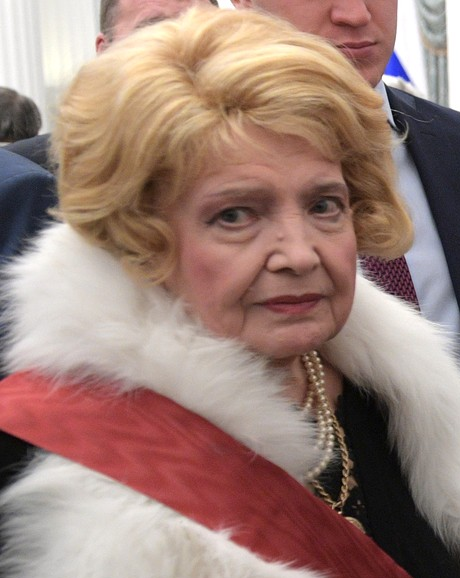
Tatjana Wassiljewna Doronina (Ordensverleihung 2019)

Tatjana Wassiljewna Doronina (russisch Татьяна Васильевна Доронина; * 12. September 1933 in Leningrad) ist eine sowjetische bzw. russische Theater- und Filmschauspielerin und Theaterleiterin.

## Leben
Doronina stammte aus einer altgläubigen Bauernfamilie aus dem Gouvernement Jaroslawl. Mit ihrer älteren Schwester Galina wuchs sie in einer Kommunalka-wohnung mit sechs Familien auf. Der Vater arbeitete als Koch in einem Sanatorium. Er las an Wochenenden den Töchtern Bücher vor und begeisterte sie fürs Theater. Nach Beginn des Deutschen Angriffskriegs mit der Leningrader Blockade wurde die Mutter mit den Töchtern nach Danilow evakuiert, wo die Mutter in der Fabrik Soldatenmäntel nähte und bei der Ernte half. Der Vater gehörte zur Leningrader Front. Nach dem Krieg kehrte die Familie nach Leningrad zurück.
Als Schülerin der 8. Mittelschulklasse und Komsomolzin meldete sich Doronina im Mai 1950 für das Vorsprechen für das Schul-Studio des Moskauer Kunst-Akademie-Theaters (MChAT). Die ersten drei Prüfungsrunden in Leningrad, für die kein Bildungszeugnis nötig war, bestand sie glänzend (Leiter der Prüfungskommission Pawel Massalski). Darauf fuhr sie nach Moskau und bestand auch die abschließenden drei Prüfungsrunden. Der Schul-Studio-Rektor konnte sie jedoch wegen des fehlenden Bildungszeugnisses nicht aufnehmen und riet ihr, nach dem Mittelschulabschluss wiederzukommen. Also fuhr sie 1952 wieder nach Moskau, bestand die Aufnahmeprüfungen mehrerer Theater-Hochschulen und entschied sich für das MChAT-Schul-Studio.
Die Ausbildung im MChAT-Schul-Studio zusammen mit Jewgeni Jewstignejew, Michail Kosakow, Oleg Bassilaschwili, den sie 1955 geheiratet hatte, und Wiktor Sergatschow schloss Dorinina 1956 bei Pawel Massalski ab. Ihr Lehrer war der Studio-Schauspieler Boris Werschilow.
Anschließend wurde Doronina dem Maxim-Gorki-Theater der Oblast Stalingrad zugeteilt, wohin sie nun mit ihrem Mann ging. Doch bereits Ende 1956 wurden beide in das Ensemble des Leningrader Komsomol-Theaters aufgenommen.
Als der Hauptregisseur Georgi Towstonogow des Leningrader Großen Maxim-Gorki-Theaters 1959 die Inszenierung des Stücks Barbaren von Maxim Gorki vorbereitete, fehlte ihm die optimale Person für die Rolle der Nadeschda Monachowa, sodass er Doronina und ihren Mann in das Ensemble des Großen Maxim-Gorki-Theaters holte. Nach dem erfolgreichen Debüt war Doronina eine der führenden Schauspielerinnen dieses Theaters. Zu ihren besten Rollen gehörten Sofja in Alexander Gribojedows Verstand schafft Leiden, Mascha in Anton Tschechows Drei Schwestern, Luschka in Michail Scholochows Neuland unterm Pflug, Nadja in Alexander Wolodins Die ältere Schwester und Natascha in Edward Radsinskis  Noch einmal über die Liebe. Die beiden letzten Rollen spielte sie ebenso erfolgreich in den gleichnamigen Filmen 1966 und 1968.
Nach ihrer 2. Ehe (1963–1966) mit dem Professor des Leningrader Instituts für Theater, Musik und Kinematographie Anatoli Sinowjewitsch Jufit (1925–1978) heiratete Doronina in 3. Ehe (1966–1971) den Schriftsteller und Dramaturgen Edward Radsinski (* 1936) und ging 1966 nach Moskau, um in das MChAT-Ensemble einzutreten. Das Theater befand sich in Schwierigkeiten, und Oleg Jefremow, der 1970 die künstlerische Leitung übernahm, sah offenbar unlösbare Personalprobleme vor sich. Nach der Uraufführung des Debüt-Stücks Dulsineja Tobosskaja von Jefremow, in dem Doronina die Hauptrolle spielte, wechselte sie 1972 zum Majakowski-Theater, wo sie erfolgreich mit Andrei Gontscharow zusammenarbeitete. Von 1981 bis 1987 spielte sie auch in Aufführungen des Moskauer Sfera-Theaters.
In 4. Ehe (1973–1982) hatte Dorinina den Schauspieler Boris Chemitschew (1933–2014) und in 5. Ehe (1982–1985) das Komsomol-Zentralkomitee-Mitglied Robert Dmitrijewitsch Tachnenko (* 1937) geheiratet. Sie blieb kinderlos.
Auf Einladung Jefremows kehrte Doronina 1983 ans MChAT zurück. Nach der Aufspaltung des MChAT 1987 in das Maxim-Gorki-MChAT und das Anton-Tschechow-MChAT leitete sie das Maxim-Gorki-MChAT als Direktorin bis zum 4. Dezember 2018. Vor ihrem Ausscheiden stattete sie das gesamte Ensemble mit unbefristeten Verträgen aus, um sie vor Entlassungen durch eine neue Leitung zu schützen. Zuletzt spielte sie im Maxim-Gorki-MChAT am 26. Januar 2019 die Hauptrolle in Maxim Gorkis Wassa Schelesnowa. Der neue Leiter Eduard Bojakow kündigte auf der Betriebsversammlung am 11. Juni 2019 die Umstellung auf befristete Verträge an mit Ausnahme der Volkskünstler und Sozialhilfeempfänger.
Doronina ist Mitglied des Schriftstellerverbands Russlands und Mitglied des Öffentlichkeitsrats beim Ermittlungskomitee der Russischen Föderation gegen Missverhalten der Polizei und Korruption.

## Ehrungen, Preise
- Verdiente Künstlerin der RSFSR (1964)
- Volkskünstlerin der RSFSR (1969)
- Volkskünstlerin der UdSSR (1981)[3]
- Orden der Völkerfreundschaft (1994)
- Verdienstorden für das Vaterland IV. Klasse (1998), III. Klasse (2003),[7] II. Klasse (2013), I. Klasse (2019)[8]
- Francysk-Skaryna-Medaille der Republik Belarus (2001)[9]
- Orden der Ehre (2008)
- Goldene Maske (2013)[10]
- Orden der Apostelgleichen Heiligen Olga der Russisch-Orthodoxen Kirche (2013)[11]
- Verdienstorden für Kultur und Kunst (2023)

Nach Doronina wurde der 1983 von Ljudmyla Karatschkina entdeckte Asteroid (19120) Doronina benannt.